# 헤르모폴리스
헤르모폴리스(Hermopolis, Hermopolis Magna, Hermopolis Megale, Ἑρμοῦ πόλις μεγάλη, Hermupolis, Khmun, El Ashmunein)는 고대 이집트의 중요한 도시중 하나이다. 고대 이집트어로는 "케메누", "크문"라고 불리었으며 '8개의 마을'이라는 뜻이다. 이 도시에서 주로 섬겨졌던 신은 지식과 달의 신 토트로, 고대 그리스에서는 헤르메스와 동일시되는 신이었다. 그리하여 고대 그리스에서는 헤르메스의 도시란 의미의 헤르모폴리스란 이름으로 더 널리 알려졌다. 헤르모폴리스는 오그도아드개념과 함께, 이집트의 주요한 신들을 모시는 신전들이 있던 중요한 도시이다. 현재 가장 널리 알려진 이집트 신화들은 헬리오폴리스와 헤르모폴리스의 신화이다.

## 같이 보기
- 이집트 창조 신화
- 오그도아드